# 大陸は微笑む
『大陸は微笑む』（たいりくはほほえむ）は、1940年（昭和15年）に日本で製作・公開されたトーキー、白黒フィルムによる中篇劇映画である。製作・配給大都映画、監督弥刀研二。

## 略歴・概要
日本でトーキーが広がった1930年代末年にあってもサイレント映画を製作していた大都映画によるトーキー作品であり、弥刀監督のトーキー第2作である。本作に出演する「美空ひばり」（1923年 - ）は歌手の「美空ひばり」（1937年 - 1989年）とは別人である。
2012年（平成24年）12月現在、東京国立近代美術館フィルムセンターは本作の上映用プリント等を所蔵していない。マツダ映画社も同様に所有していない。したがって事実上、現存していない作品であり、鑑賞することは不可能である。

## スタッフ・作品データ
- 監督 : 弥刀研二
- 原作・脚本 : 土田耕平
- 撮影 : 金森利之

- 製作 : 大都映画
- 上映時間（巻数 / メートル） : 約60分（6巻 / 不明メートル）[1]
- フォーマット : 白黒映画 - スタンダードサイズ（1.37:1） - モノラル録音
- 公開日 :  日本 1940年8月29日
- 配給 :  大都映画
- 初回興行 : 浅草公園六区・大都劇場

## キャスト
- 津島慶一郎
- 照本節子
- 水川八重子
- 大岡怪童
- 香取栄二
- 美空ひばり
- 岡野彦一